# توماس بيرغمان
توماس بيرغمان هو لاعب كرة قدم سويدي، ولد في 9 فبراير 1960 في ستوكهولم في السويد. شارك مع منتخب السويد لكرة القدم.

## وصلات خارجية
- توماس بيرغمان على موقع اتحاد السويد (السويدية)
- توماس بيرغمان على موقع قاعدة بيانات كرة القدم.إي يو (الإنجليزية)
- توماس بيرغمان على موقع ناشيونال فوتبول تيمز (الإنجليزية)